# Heartbreaker (G-Dragon-dal)
A Heartbreaker G-Dragon dél-koreai énekes-dalszerző azonos című albumának első kislemeze, melyet 2009. augusztus 19-én jelentetett meg a YG Entertainment. A dal számos slágerlistát vezetett Dél-Koreában, például az SBS csatorna Inkigayo-listáját, a KBS Music Bank-listáját, az Mnet és a Melon zenei portálok slágerlistáit. A dalhoz készült videóklipet a GomTV oldalán 18 nap alatt ötmilliószor tekintették meg.

## Ellentmondások
A Sony Music nem sokkal a lemez megjelenése után megvádolta G-Dragont, hogy a Heartbreaker című dal túlságosan hasonlít Flo Rida Right Round című dalához. Ugyanakkor a Right Round kiadója, az EMI úgy nyilatkozott, nem látnak egyezést a két dal között. A vádakat tisztázták, amikor Flo Rida Koreába utazva közösen adott koncertet az énekessel.